# Пуляевка
Пуляевка — село в Белгородском районе Белгородской области. Входит в состав Никольского сельского поселения.

## География
Село расположено недалеко от районного центра — Майского.
Часовой пояс
Село Пуляевка как и вся Белгородская область, находится в часовой зоне МСК (московское время). Смещение применяемого времени относительно UTC составляет +3:00.

## Население
| 2002 | 2010 | 2021 |
| ---- | ---- | ---- |
| 113  | ↗146 | ↗459 |